# Куюковское сельское поселение
Куюковское се́льское поселе́ние — муниципальное образование в Лаишевском районе Татарстана Российской Федерации.
Административный центр — село Курманаково.

## История
Статус и границы сельского поселения установлены Законом Республики Татарстан от 31 января 2005 года № 28-ЗРТ «Об установлении границ территорий и статусе муниципального образования "Лаишевский муниципальный район" и муниципальных образований в его составе».

## Население
| 2010 | 2011 | 2012 | 2013 | 2014 | 2015 | 2016 |
| ---- | ---- | ---- | ---- | ---- | ---- | ---- |
| 122  | →122 | ↘110 | ↘108 | ↗110 | ↗112 | ↘106 |
| 2017 | 2018 |      |      |      |      |      |
| ↗109 | ↗110 |      |      |      |      |      |

## Состав сельского поселения
| № | Населённый пункт | Тип населённого пункта       | Население |
| - | ---------------- | ---------------------------- | --------- |
| 1 | Алексеевский     | посёлок                      | 8         |
| 2 | Курманаково      | село, административный центр | 112       |
| 3 | Куюки            | село                         | 7         |
| 4 | Мысовский        | посёлок                      | 48        |